# Glenea oriformis
Glenea oriformis är en skalbaggsart som beskrevs av Stefan von Breuning 1958. Glenea oriformis ingår i släktet Glenea och familjen långhorningar. Inga underarter finns listade i Catalogue of Life.